# Good Old-Fashioned Lover Boy
Good Old-Fashioned Lover Boy is de vierde single ("Queen's First EP") van het achtste nummer van het album uit 1976 A Day at the Races van de Britse rockgroep Queen, geschreven door Freddie Mercury. Het was een van de Britse door variété-geïnspireerde liedjes geschreven door zowel Mercury en Brian May dat verscheen op andere Queen-albums uit de jaren 1970. Het nummer is ook verschenen op het album Greatest Hits.
Het lied start met een introductie met een piano en zang door Mercury en gaat verder met de bas en drums aan het begin van het refrein. Het tweede couplet wordt gezongen, gevolgd door opnieuw het refrein. Op dit punt stoppen de drums, de bas en de gitaar wat naar de brug leidt, gezongen door Mercury en Mike Stone. Na de gitaarsolo van May wordt nog een couplet gezongen en het lied wordt beëindigd door het refrein.

## NPO Radio 2 Top 2000
| Nummer met noteringen in de NPO Radio 2 Top 2000 | '20  | '21  | '22  | '23  | '24  |
| ------------------------------------------------ | ---- | ---- | ---- | ---- | ---- |
| Good Old-Fashioned Lover Boy                     | 1860 | 1456 | 1300 | 1395 | 1035 |

1. ↑  Een vetgedrukt getal geeft de hoogste notering aan.
2. ↑  2020 was het eerste jaar met een notering voor dit nummer.